# Wilhelm von Giesebrecht

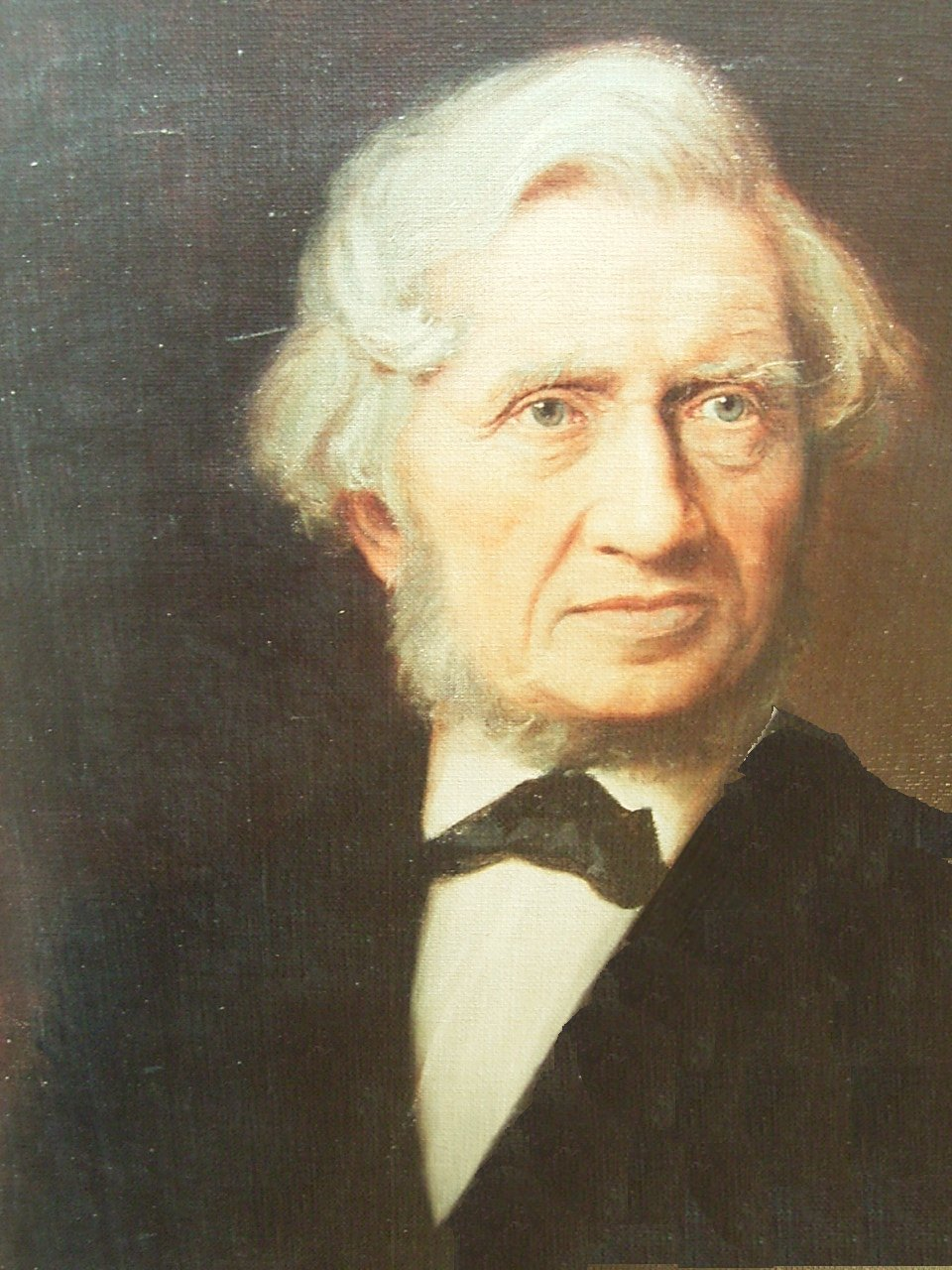
Wilhelm von Giesebrecht.

Friedrich Wilhelm Benjamin von Giesebrecht, född 5 mars 1814 i Berlin, död 18 december 1889 i München, var en tysk historiker; son till Karl Giesebrecht, brorson till Ludwig Giesebrecht.
Giesebrecht blev efter studier under Leopold von Rankes ledning först gymnasielärare i Berlin, därpå 1857 professor i historia i Königsberg och erhöll 1862 samma befattning i München. År 1865 upphöjdes han i adligt stånd. 
Giesebrechts främsta arbete är Geschichte der deutschen Kaiserzeit (1855; sjätte bandet utkom 1895), varav särskilt första bandet (1855) rönte allmänt bifall på grund av patriotisk hänförelse, glänsande stil samt grundlig forskning och blev av en viss betydelse för dåtida tyska enhetssvärmerier. År 1874 övertog han redaktionen av "Europäische Staatengeschichte", vars utgivande börjats av Arnold Hermann Ludwig Heeren och Friedrich August Ukert. Bland hans övriga arbeten kan nämnas en översättning av Gregorius av Tours frankiska historia, "Geschichte der Franken", och hans rekonstruktion av klosterannalerna från Niederaltaich.